# (1521) Seinäjoki
(1521) Seinäjoki est un astéroïde de la ceinture principale.

## Description
(1521) Seinäjoki est un astéroïde de la ceinture principale. Il fut découvert le 22 octobre 1938 à Turku par Yrjö Väisälä. Il présente une orbite caractérisée par un demi-grand axe de 2,85 UA, une excentricité de 0,14 et une inclinaison de 15,1° par rapport à l'écliptique.

## Compléments